# اوکوسینگو
اوکوسینگو (به اسپانیایی: Ocosingo) از شهرهای کشور مکزیک است که در ایالت چیاپاس قرار دارد و جمعیت آن طبق سرشماری سال ۲۰۱۰ میلادی ۴۱٬۸۷۸ نفر بوده است.